# Wilhelm Stekel
Wilhelm Stekel (n.18 de marzo de 1868 en Bujon, Bucovina - 25 de junio de 1940 en Londres, Reino Unido) fue un médico, psicólogo y psicoanalista austríaco, que se convirtió en uno de los primeros seguidores de Sigmund Freud, descrito a sí mismo como un apóstol. Más tarde tuvo un desencuentro con Freud. Sus trabajos fueron traducidos a muchas lenguas.

## Carrera
Nacido en Bujon, Bucovina, escribió un libro titulado Auto-erotism: A Psychiatric Study of Onanism and Neurosis (Autoerotismo: un estudio psiquiátrico sobre onanismo y neurosis), publicado por primera vez en inglés en 1950. También es meritorio por acuñar el término parafilia en sustitución de «perversión». Stekel contrastó lo que él llamó «fetichismo normal» de intereses extremos: «Solo llegan a ser patológicos cuando han empujado todo el amor objetal a un segundo plano y ellos mismos se apropian de la función de un objeto de amor, por ejemplo, cuando un amante se satisface por la posesión de un zapato de mujer y considera a la mujer como secundaria o aún inquietante y superflua» (p. 3).
Su autobiografía fue también publicada en 1950. Stekel falleció en Londres por suicidio. Estuvo casado en dos ocasiones y dejó dos hijos. Su mujer Hilda Binder Stekel murió en 1969.
Analizó, entre otros, a los psicoanalistas Otto Gross y A. S. Neill.
Un apunte biográfico apareció en The Self-Marginalization of Wilhem Stekel (2007) de Jaap Bos y Leendert Groenendijk, que también incluye su correspondencia con Sigmund Freud.

## En la cultura popular
Es citado en El guardián entre el centeno de J. D. Salinger diciendo, "La marca del hombre inmaduro es que quiere morir noblemente por una causa, mientras que la marca del hombre maduro es que quiere vivir humildemente por una" (p.188). Esta cita es también utilizada en el anime Ghost in the Shell.
También se ha especulado que Stekel era el analista tras el cual Italo Svevo modeló al narrador en su famosa La conciencia de Zeno.
En "Trópico de Cáncer" de Henry Miller, es mencionado al menos dos veces. La primera al inicio del libro cuando el narrador habla sobre los alemanes. Y la segunda, en diálogo con el personaje Van Norden, quien dice: "... Por cierto, ¿has leído a Stekel? ¿Tiene algún valor? Yo creo que solo son casos clínicos".

## Obra
- Stekel W. (1911). Die Sprache des Traumes: Eine Darstellung der Symbolik und Deutung des Traumes in ihren Bezeihungen
- — (1911). Sexual Root of Kleptomania. J. Am. Inst. Crim. L. & Criminology
- — (1917). Nietzsche und Wagner, eine sexualpsychologische Studie zur Psychogenese des Freundschaftsgefühles und des Freundschaftsverrates
- — (1922). Compulsion and Doubt (Zwang und Zweifel). Liveright
- — (1922). The Homosexual Neuroses
- — (1926). Frigidity in women Vol. II. Grove Press
- —, Boltz O.H. (1927). Impotence in the Male: The Psychic Disorders of Sexual Function in the Male. Boni and Liveright
- —, Van Teslaar J.S. (1929). Peculiarites of Behavior: Wandering Mania, Dipsomania, Cleptomania, Pyromania and Allied Impulsive Disorders. H. Liveright
- — (1929). Sadism and Masochism: The Psychology of Hatred and Cruelty. Liveright
- — (1943). The Interpretation of Dreams: New Developments and Technique. Liveright
- —, Gutheil E. (1950). The Autobiography of Wilhelm Stekel. Liveright
- —, Boltz O.H. (1950). Technique of Analytical Psychotherapy. Liveright
- — (1961). Auto-erotism: a psychiatric study of masturbation and neurosis. Grove Press
- —, Boltz O.H. (1999 reprint). Conditions of Nervous Anxiety and Their Treatment
- — (2003 reprint). Bisexual Love. Fredonia